# Hoagy Carmichael
Pour les articles homonymes, voir Carmichael.
Hoagland Howard Carmichael, dit Hoagy Carmichael, né le 22 novembre 1899 à Bloomington, dans l'Indiana et mort le 27 décembre 1981 à Rancho Mirage, en Californie, est un compositeur, pianiste, chanteur, chef d'orchestre et acteur américain. Hoagy Carmichael fait partie des principaux compositeurs de musique populaire américaine. Plusieurs de ses titres font partie du Grand répertoire américain de la chanson ou sont devenus des standards du jazz.

## Biographie

### Jeunesse et formation
Hoagy Carmichael est le fils de Howard Clyde Carmichael, un électricien, et de Lida Mary Robison Carmichael, une pianiste,. Il apprend le piano avec sa mère qui joue du piano pour les cours de danse de l'université de l'Indiana et dans des salles de cinéma pour accompagner les films muets. Il se perfectionne dans un orchestre d'étudiants à Indianapolis. Tout en étudiant le Droit, il fait la connaissance de Bix Beiderbecke avec qui il devient ami, et compose « Riverboat Shuffle », qui est enregistré en 1924 par les Wolverines. 

### Carrière
Fréquentant King Oliver, Louis Armstrong, Benny Goodman, Tommy et Jimmy Dorsey, Duke Ellington, et de nombreux autres musiciens, tant Blancs qu'Afro-Américains, il se met à composer et à proposer ses chansons sans jamais parvenir à s'intégrer à un orchestre.
Il a enregistré Washboard Blues avec Paul Whiteman en 1927, Rockin' Chair, Lazy River, Stardust en 1929 avec Louis Armstrong et Blue Blood Blues avec King Oliver la même année, puis Rockin' Chair et Georgia on My Mind avec Bix Beiderbecke et Bubber Miley en 1930.
Il a également enregistré nombre de ses œuvres en solo : Georgia on My Mind, Up a lazy river, Stardust, Lazy Bones, Judy, Two Sleepy People, Hong Kong Blues, The Nearness of You, Memphis in June, mais, plus souvent, accompagné par de moyennes formations, de Chicagoans ou de westcoasters parfois.
C'est un chanteur narrateur, qui semble narrer une histoire avec légèreté et humour, parodiant le parler du « Deep South », soulignant avec une légèreté toute impressionniste la mélodie énoncée d'un ton alerte.
Dans l'histoire du jazz, il est surtout important par le nombre de thèmes qu'il a composés et qui sont devenus des standards, citons encore Baltimore Oriole, Daybreak, Up a lazy River, One Morning in May, Skylark, The Nearness of You, Two Sleepy People. Stardust en particulier a été enregistré par plus de 800 formations différentes, et certaines de ces versions sont d'authentiques chefs-d'œuvre (celles de Louis Armstrong, de Lionel Hampton, de John Coltrane, Benny Goodman, Nat King Cole, entre autres).
Il apparaît au cinéma dans Le Port de l'angoisse (To Have and Have not) de Howard Hawks en 1944, Les Plus Belles Années de notre vie (The Best Years of our Lives) de William Wyler en 1946, Le Passage du canyon (Canyon Passage) de Jacques Tourneur la même année, Night Song (en) de John Cromwell en 1947, La Femme aux chimères (Young Man with a Horn) de Michael Curtiz en 1949, Scandale à Las Vegas (The Las Vegas Story) de Robert Stevenson en 1952 et dans La Loi du plus fort (Timberjack) de Joseph Kane en 1955.
II a publié deux autobiographies : The Stardust Road où il raconte ses souvenirs, de sa jeunesse au jazz, jusqu'à la mort de son ami Bix Beiderbecke, en 1931, rétablissant une vérité vécue. Il vient contredire le best-seller Young Man with a Horn, roman d'amour fatal, pure fiction sentimentale dont Bix décédé 10 ans plus tôt est le héros. Adapté au cinéma, c'est justement Hoagy Carmichael, qui joue le pianiste et ami, bon conseiller d'un Bix — interprété par Kirk Douglas — anéanti par un amour fatal (Lauren Bacall). Il accepte le rôle, dégoûté, le cœur déchiré, pour éviter « encore pire, à son sujet » et rédige alors Stardust Road où il raconte ce qu'il a vécu. Puis Sometimes I wonder, qui reprend quasi intégralement Stardust Road, augmenté de passages inédits, et qui continue son récit jusqu'aux années 1960.

### Vie personnelle
En 1977, il épouse l'actrice Wanda McKay.
Hoagy Carmichael repose aux côtés de ses parents au Rose Hill Cemetery de Bloomington dans l'Indiana.

## Comédies musicales (sélection)
- 1936-1937 : The Show is On, 236 représentations au Winter Garden Theatre,
- 1940 : Walk With Music, 55 représentations au Ethel Barrymore Theatre,
- 1950 : Alive and Kicking, 46 représentations au Winter Garden Theatre,
- 1953 : At Home With Ethel Waters, 23 représentations au 48th Street Theatre,
- 1978- 1982 : Ain't Misbehavin', 1604 représentations sur divers théâtres de Broadway,
- 1980-1981 : A Day in Hollywood / A Night in the Ukraine, 588 représentations sur divers théâtres de Broadway,

## Films d'animation (sélection)
- 1941 : Douce et Criquet s'aimaient d'amour tendre (M.. Bug Goes to Town)

## Discographie
- 1941 : Douce et Criquet s'aimaient d'amour tendre ( Mister Bug Goes to Town) de Dave Fleischer, double CD regroupant aussi Les Voyages de Gulliver (film, 1939) (Gulliver's Travels) musique de Victor Young, SEPIA 1367[7]

## Filmographie

### En tant qu'acteur

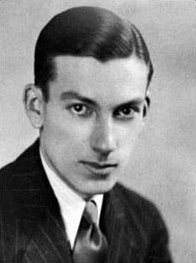
Hoagy Carmichael

- 1944 : Le Port de l'angoisse (To Have and Have Not), de Howard Hawks
- 1945 : Johnny Angel d'Edwin L. Marin
- 1946 : Les Plus Belles Années de notre vie (The Best Years of Our Lives), de William Wyler
- 1946 : Le Passage du canyon (Canyon Passage), de Jacques Tourneur
- 1947 : La Chanson des ténèbres (Night Song), de John Cromwell
- 1949 : Prison de la liberté (Johnny Holiday) de Willis Goldbeck
- 1950 : La Femme aux chimères (Young Man with a Horn), de Michael Curtiz
- 1952 : Scandale à Las Vegas (The Las vegas story), de Robert Stevenson
- 1955 : La Loi du plus fort (Timberjack) de Joseph Kane

## Prix et distinctions
- 1960 : cérémonie d'inscription de son étoile sur le Walk of Fame d'Hollywood au 1720, Vine Street[8],[9].

### Autobiographie
- (en-US) The Stardust Road, Indiana University Press, 1946, rééd. 1982, 172 p. (ISBN 9780781284745, lire en ligne),
- (en-US) Sometimes I wonder; the story of Hoagy Carmichael, Da Capo Press, 1965, rééd 21 septembre 1976, 313 p. (ISBN 9780306708091, lire en ligne),

### Articles
- (en-US) Nancy Nimitz, « Reviewed Work: The Stardust Road by Hoagy Carmichae », Notes, Second Series, Vol. 4, No. 2,‎ mars 1947, p. 178-179 (2 pages) (lire en ligne),
- (en-US) Roger Hewitt, « Black Through White: Hoagy Carmichael and the Cultural Reproduction of Racism », Popular Music, Vol. 3,,‎ 1983, p. 33-50 (18 pages) (lire en ligne),
- (en-US) John Edward Hasse, « Reviewed Work: The Stardust Road by Hoagy B. Carmichael », American Music, Vol. 5, No. 2,‎ 1987, p. 216-217 (2 pages) (lire en ligne),
- (en-US) Kenneth J. Bindas, « Reviewed Work: Stardust Melody: The Life and Music of Hoagy Carmichael by Richard M. Sudhalter », Indiana Magazine of History, Vol. 99, No. 3,‎ septembre 2003, p. 280-281 (2 pages) (lire en ligne),

### Essais
- (en-US) The Hoagy Carmichael Centennial Collection, Hal Leonard Publishing Corporation, 1er mai 1999, 248 p. (ISBN 9780793586608),
- (en-US) Richard M. Sudhalter, Stardust Melody: The Life and Music of Hoagy Carmichael, Oxford University Press, USA, 4 avril 2002, 480 p. (ISBN 9780195131208),